# La figlia della jungla (serial cinematografico)
La figlia della jungla (Jungle Girl) è un serial cinematografico in 15 episodi del 1941, diretto dai registi John English e William Witney. Pur essendo ufficialmente ispirato al romanzo omonimo Jungle Girl di Edgar Rice Burroughs del 1932, la trama del film è notevolmente diversa (il romanzo era ambientato in Cambogia e non in Africa, e non vi compariva il personaggio principale del film, Nyoka). Fu il ventiduesimo dei 66 serial prodotti dalla Republic Pictures. La pellicola ebbe un seguito nel 1942 con un secondo serial intitolato Perils of Nyoka, uno dei serial più famosi e apprezzati della Republic.
Il personaggio della bella esploratrice Nyoka divenne uno dei primi tarzanidi (personaggi dei fumetti emuli di Tarzan), venendo ripresa nel 1942 dalla Fawcett Comics per il n.1 dell'albo a fumetti Jungle Girl e in seguito con una propria testata, Nyoka the Jungle Girl; le eroine della giungla erano appunto soprannominate jungle girls ("ragazze della giungla").

## Trama
Il dottor John Meredith, vergognandosi per le scorribande criminali del gemello Bradley, viaggia con la figlia Nyoka in Africa. Le sue competenze mediche lo portano da Shamba, il residente stregone guaritore del Masamba. Anni dopo, Slick Latimer e Bradley Meredith giungono alla ricerca di una locale miniera di diamanti, facendo squadra con uno scontento Shamba. Bradley uccide suo fratello John e ne prende il posto. Fortunatamente, con loro sono venuti Jack Stanton e Curly Rogers, che prontamente si uniscono a Nyoka nel tentativo di fermare i cattivi.

## Episodi
1. Death by Voodoo (27min 53s)
2. Queen of Beasts (17min 11s)
3. River of Fire (16min 45s)
4. Treachery (16min 43s)
5. Jungle Vengeance (16min 44s)
6. Tribal Fury (16min 55s)
7. The Poison Dart (16min 39s)
8. Man Trap (16min 50s)
9. Treasure Tomb (16min 43s)
10. Jungle Killer (17min 41s)
11. Dangerous Secret (16min 41s)
12. Trapped (16min 44s)
13. Ambush (16min 40s)
14. Diamond Trail (16min 53s)
15. Flight to Freedom (17min 28s)

fonte